# The Judge's Wife
The Judge's Wife è un cortometraggio muto del 1914 diretto da William Desmond Taylor.

## Produzione
Il film fu prodotto dalla Balboa Amusement Producing Company

## Distribuzione
Distribuito dalla Box Office Attractions Company, il film - un cortometraggio di tre bobine - uscì nelle sale cinematografiche statunitensi il 12 ottobre 1914 presentato da William Fox.